# Фрончкі (Ольштинський повіт)
Фрончкі (пол. Frączki, нім. Fleming) — село в Польщі, у гміні Дивіти Ольштинського повіту Вармінсько-Мазурського воєводства.
Населення — 285 осіб (2011).

## Демографія
Демографічна структура станом на 31 березня 2011 року:
|          | Загалом | Допрацездатний вік | Працездатний вік | Постпрацездатний вік |
| -------- | ------- | ------------------ | ---------------- | -------------------- |
| Чоловіки | 148     | 36                 | 105              | 7                    |
| Жінки    | 137     | 25                 | 88               | 24                   |
| Разом    | 285     | 61                 | 193              | 31                   |